# Vladimír Görner
Vladimír Görner (18. září 1904 Praha – 9. září 1972 Praha) byl český a československý politik Československé sociální demokracie a poválečný poslanec Prozatímního a Ústavodárného Národního shromáždění, po únorovém převratu pronásledovaný komunisty.

## Biografie
Od roku 1920 byl členem Československé sociálně demokratické strany dělnické. Od roku 1922 působil jako funkcionář Sdružení sociálně demokratického studentstva a Mezinárodního výboru socialistického studentstva. V meziválečném období byl jedním z předáků mládežnické organizace sociálních demokratů. Od roku 1930 až do roku 1938 zastával funkci náhradníka ústředního výkonného výboru. V letech 1927–1930 byl šéfredaktorem listu Obrana, který byl tiskovým orgánem Ústředního svazu státních zaměstnanců), později působil v časopisu Mladý socialista a spolupracoval s deníkem Právo lidu, rovněž s listy Nová Svoboda a Dělnická osvěta.
Na podzim 1938 se za druhé republiky podílel na vzniku Národní strany práce. Zasedal v jejím představenstvu. Za Protektorátu byl v letech 1944–1945 vězněn nacisty.
V letech 1945–1946 byl poslancem Prozatímního Národního shromáždění za ČSSD. Poslancem byl do parlamentních voleb v roce 1946. Po nich se stal poslancem Ústavodárného Národního shromáždění, opět za sociální demokraty. Zde zasedal až do voleb do Národního shromáždění roku 1948.
Po roce 1945 byl předsedou pražské organizace ČSSD. Až do roku 1948 byl i členem ústředního výkonného výboru a představenstva ČSSD. Patřil k pravicovému křídlu strany, které bylo kritické vůči KSČ. Po únorovém převratu byl pronásledován. Na jaře 1954 byl zatčen a v říjnu 1954 (podle jiného zdroje až v roce 1955) byl odsouzen v rámci procesu s bývalými sociálními demokraty na doživotí. Propuštěn byl v prosinci 1963.